# Liste de poètes irlandais
Vous trouverez ci-dessous une liste de poètes irlandais, poètes nés en Irlande ou ayant la nationalité irlandaise. Les poètes écrivant en langue irlandaise y sont aussi inclus.

## A-D
- Æ (George William Russell) (1867-1935)
- William Allingham (1824-1889)
- Jane Barlow (1856-1917)
- Samuel Beckett (1906-1989)
- Eavan Boland (né en 1944)
- Dermot Bolger (né en 1959)
- Pat Boran (né en 1963)
- Austin Clarke (1896-1974)
- Brian Coffey (1905-1995)
- Padric Colum (1881-1972)
- Thomas Davis (1814-1845)
- Denis Devlin (1908-1959)
- John Dillon (1816-1866)
- Theo Dorgan (1953-)
- Charles Gavan Duffy (1816-1903)

## E-H
- Samuel Ferguson (1810-1886)
- Patrick Galvin (né en 1927)
- Oliver Goldsmith (1730?-1774)
- Althea Gyles (1867-1949)
- Michael Hartnett (1944-1999)
- Randolph Healy (né en 1956)
- Seamus Heaney (né en 1939)
- F. R. Higgins (1896-1941)
- Douglas Hyde (1860 - 1949)

## I-L
- James Joyce (1882-1941)

## M-P
- Máire Mhac an tSaoi (né en 1922)
- Thomas MacGreevy (1893 - 1967)
- Louis MacNeice (1907-1963)
- Donagh MacDonagh (1912-1968)
- Bryant H. McGill
- Flann mac Lonáin (?-896)
- James Clarence Mangan (1803-1849)
- Brian Merriman (1747-1805)
- Thomas Moore (1779-1852)
- Paul Muldoon (né en 1951)
- Eiléan Ní Chuilleanáin (né en 1942)
- Nuala Ní Dhomhnaill (né en 1952)
- Frances Attie O'Brien (née en 1840)
- Máirtín Ó Direáin (1910-1988)
- Mary Devenport O'Neill (1879-1967)
- Seán Ó Ríordáin (1916-1977)
- Eoghan O Tuairisc / Eugene Watters (1919-1982)

## Q-T
- Antóin Ó Raiftearai (Anthony Raftery)
- Gabriel Rosenstock (né en 1949)
- Blanaid Salkeld (1880-1959)
- Maurice Scully (né en 1952)
- Michael Smith (né en 1942)
- Geoffrey Squires (né en 1942)
- Jonathan Swift (1667-1745)

## U-Z
- Clarissa von Ranke (1808-1871)
- Catherine Walsh (née en 1964)
- Oscar Wilde (1845-1900)
- W. B. Yeats (1865-1939)
- Augustus Young (né en 1943)